# Condado de Potter (Dakota del Sur)
El condado de Potter (en inglés: Potter County, South Dakota), fundado en 1875, es uno de los 66 condados en el estado estadounidense de Dakota del Sur. En el 2000 el condado tenía una población de 2244 habitantes en una densidad poblacional de 1 personas por km².  La sede del condado es Gettysburg.

## Geografía
Según la Oficina del Censo, el condado tiene un área total de 2327 km² (898,5 mi²), de la cual 2244 km² (866,4 mi²) es tierra y 83 km² (32,0 mi²) es agua.

### Condados adyacentes
- Condado de Walworth - norte
- Condado de Edmunds - noroeste
- Condado de Faulk - este
- Condado de Hyde - suroeste
- Condado de Sully - sur
- Condado de Dewey - oeste

## Demografía
En el 2000 la renta per cápita promedia del condado era de $30 086, y el ingreso promedio para una familia era de $37 827. En 2000 los hombres tenían un ingreso per cápita de $25 320 versus $16 563 para las mujeres. El ingreso per cápita para el condado era de $17 417. Alrededor del 12.60% de la población estaba bajo el umbral de pobreza nacional.
| 1900 | 1910 | 1920 | 1930 | 1940 | 1950 | 1960 | 1970 | 1980 | 1990 | 2000 | Est. 2008 |
| ---- | ---- | ---- | ---- | ---- | ---- | ---- | ---- | ---- | ---- | ---- | --------- |
| 2988 | 4466 | 4382 | 5762 | 4614 | 4688 | 4926 | 4449 | 3674 | 3190 | 2693 | 2123      |

## Ciudades y pueblos
- Gettysburg
- Hoven
- Lebanon
- Tolstoy
- Central Potter
- East Potter
- West Potter

## Mayores autopistas
| - Carretera de U.S. 83 - Carretera de U.S. 212 - Carretera Dakota del Sur 20 - Carretera Dakota del Sur 47 | - Carretera Dakota del Sur 1804 |